# 忍者マン一平
『忍者マン一平』（にんじゃマンいっぺい）は、河合一慶による日本の忍者ギャグ漫画作品、およびそれを原作としたテレビアニメ。
『100てんコミック』（双葉社）1981年創刊号から1983年休刊号にかけて連載された。単行本は100てんランドコミックスより5巻で刊行。

## ストーリー
日本のとある地方の田舎にある、忍者達の村・トキオ村。柳生一平は、この村に住む明るく元気な少年忍者だ。
村内の忍者小学校の4年生である一平は、普段は級友の伊賀山やアゲハ達と楽しい学校生活を送っているが、トキオ村とライバル関係にあるテクノ村の「メカ小学校」の生徒達やその他様々な忍者達と対決する事もしばしばである。

## 登場人物

### トキオ村忍者小学校の仲間たち
柳生 一平（やぎゅう いっぺい）
声 - 井上瑶
主人公。新陰流より派生した剣術、柳生流の一部として発展した「柳生流忍法」の使い手。
父親（声 - 池田勝）と母親（後述）と弟・三平（後述）の4人家族である。
学校の成績は悪いが、忍術や体術はピカ一。熱血で優しい心根の持ち主。
一般的に忍者としての素養に含まれるはずの「卑怯」「卑劣」な部分を何よりも嫌い、弱った敵に攻撃を仕掛けることをやめ、逆に「俺は卑怯者じゃない！」と敵の回復を助けるような行動に出る事もある。得意技は両眼を飛ばして遠くを偵察する「目ン玉特捜隊」、鼻水を発射して動きを封じる「粘着鼻」。
実は家は医者である。
柳生 三平（やぎゅう さんぺい）
声 - 三田ゆう子
一平の弟で幼稚園児。兄と違って頭と要領がよく、一平について回り忍者小学校に入り浸っている。語尾に「～れす」と付けるのが癖。
雷雲を操作し天候（主に雷）を操る術に長ける。また、口から大量の炎を吐き出す「忍法・ドント焼き」を得意とする。
ブッピ
声 - 吉田理保子
一平が雪山で拾い上げ、ピンチを救った忍ウサギ。
耳を羽のように回転させて空を飛ぶ。また幾つかの忍術を会得しており、特に手足を平面にくっつけて壁や天井を上る「忍法・真空ハンド」の使い手でもある。普段は一平が着ている服のフードの中にいる。喫煙を嗜む。
伊賀山（いがやま）
声 - 小宮和枝
一平の同級生で悪友。伊賀流の土遁の術を得意とし、モグラを手下にしている。
オールバックにサングラスという一種のツッパリファッションがデフォルトだが、実は女装癖の持ち主で守銭奴。しかも普段のファッションのままで女装を行う。なお、このヘンタイコスプレは遺伝によるもの。
トラブルに際しては大きく出るが、すぐさま返り討ちに遭い、泣かされる。物語途中から、毎回頬を強打されて顔が膨れ上がるという描写がされるようになる（この時は「馬鹿野郎!!」と絶叫）。
アゲハ
声 - 鶴ひろみ
一平のクラスのアイドル。一平にとっても憧れの存在。ウォークマンにローラースケートという活動的美少女。主にジョギングパンツを履いているが、第7・12・13話ではスカートを着用している。またアニメ第12話での自宅でのクリスマスの時は、真赤なワンピースを着用した。名前の通り蝶を従え、それに即した木遁の術系統の忍法を使う。
美少女であるが故に心優しいと思われがちだが、実際はそうでもなく、あくまでも「普通」レベルの優しさの持ち主であり、容姿を要因としたクラスのアイドル的存在であるが故にそれが際立っているだけ。実は注目を浴びることが好きな目立ちたがり屋な一面も持ち合わせている。
その美少女度は近隣の村にも響いており、隣村のメカ小の面々（特にカシ夫）にとっても憧れの存在である。
アニメ第9話では村の子供たちが一斉におねしょをする事件が起こり、アゲハも例外ではなく朝おねしょをしてしまい布団に世界地図を描いてしまったことを恥ずかしがっていた。
あけび
声 - 植竹真子
一平のクラスの女の子。風系の忍術を得意とし、それを基礎とした木遁の術を行使する。
自分を美人と思い込んでいるナルシストな少女。実際の容姿は普通よりも劣る程度。また自分を美少女と勘違いしているが故にアゲハに激しいライバル心を燃やしている。アニメ第2話で魔法使いからもらった「魔法のブス薬」をコーヒー牛乳に混ぜて、アゲハに飲ませてブスにしようとしたが、アゲハを追ってるうちにくたびれて自分が飲んでしまい、仏滅的容姿と化した所を一平に救われる。それ以来、一平に惚れ込んで迫っているが、一平自身にとっては非常に迷惑な存在と映っている。
風摩（ふうま）
声 - 鈴木三枝
一平のクラスの学級委員長。マジメ少年だが、ついつい一平たちにノせられて遊んでしまうこともある。
根来（ねごろ）
声 - 坂本千夏
一平の同級生。根来流忍術における火遁の術を得意とするが、火薬の調合を間違えて自分が黒焦げになってしまうのが多い。一方で高圧の小便を四方八方に飛ばして攻撃とする「忍法・ジェットションベン」の使い手でもある。
亀之丞（かめのじょう）
声 - 松岡洋子
途中から忍者小に転校してきた。古典的な忍法を得意とする。

#### 小学校の職員・責任者たち
和尚（おしょう）
声 - 滝口順平
村の古寺「ぽんぽこ寺」に住み着いている化け狸で呼称の通り同寺の住職。三平の遊び仲間で、本来は無関係にもかかわらず「三平の保護者」という名目で小学校の催しに参加しまくっている。
徳川先生に片思いしているため、事ある毎に口説こうと迫り、その都度殴られる。しかし全く懲りていない。一方で徳川先生がピンチになると真っ先に飛び出す純情さや真剣さもきちんと持ち合わせている。
徳川先生（とくがわせんせい）
声 - 吉田理保子
忍者小の教師で一平たちの担任。一癖も二癖もある生徒たちに悩まされる。しかし一方で持ち前のバイタリティーと忍術の腕を駆使して生徒たちをまとめている。アニメではお色気要員で、何かというと和尚にセクハラをさせられる（ジャージのズボンを脱がされる、スカートめくりなど）。
くの一先生（くのいちせんせい）
原作の1話に登場した徳川先生の同僚。長身のメガネ女性。お化け屋敷での通知表奪取試験で化け猫に扮して一平たちを脅かそうとするが、逆に三平の「忍法ドント焼き」と「雨雲ジャック」にしてやられ、黒焦げにされ気絶してしまう。雨を呼ぶ「忍法ドシャブリ」の術を使う。三平にしてやられて以降の原作での登場は無い。
マナイ先生（まないせんせい）
原作の5巻に登場する理科の教科専任教師。忍術全盛の忍者小学校で科学を極めようとする発明狂の変わり者。同時にトラブルも呼ぶため児童たちからは厳しさ等とは違う意味で恐れられている。教師としての生徒に対する愛情や科学者としての良心は一級品で校長からの信頼は厚いものの、ただ「科学好きの発明狂」というその一点だけに関しては校長から呆れられている。
実は、自身が大学時代より研究を続けてきた超人力を出せる服「パワースーツ」を、忍者大学時代の同期であった毒呂に狙われてしまった事からトキオ村に隠棲していた。そして、ついに毒呂に居場所を突き止められてしまった事から、パワースーツを一平に託す。しかし、開発したパワースーツはブッピの小便で分解してしまった。その際にはブッピの小便の威力に驚愕し新たなる研究の対象にしている。
校長先生（こうちょうせんせい）
声 - たてかべ和也
忍者小の校長。子どもたちを思い様々な企みを巡らしてイベントを仕掛ける。
子どもたちのためにサンタクロースに扮したり、宿題をさせるために正義の味方に扮してみたり、新たな忍術を授けるために危険な場所へあえて合宿に行ったりと、彼の企みには一種はた迷惑では在るものの紛れもない愛がある。
学校仮面（がっこうかめん）
声 - 肝付兼太
忍者小の職員で、月光仮面に似た衣装を着ている。アニメでは場面転換時や解説時に登場する狂言回し役だが、まれに一平らと会話する事もある。三輪車で行動する。

### 忍者小のライバルたち
霧隠（きりがくれ）
他の土地から流れてやってきた一平最大のライバル。
霧を始めとする大気中の水分を操作する高度な水遁の術を得意とする。
柳生流最大の大気操作忍術である「忍法 エアー・クラッシュ」を破るためにトキオ村にやって来て、一平をおびき寄せるために寝小便を誘発させるオネショ菌を霧に紛れて村中にバラ巻いた。
事態を調査にやって来た忍者小の面々を人質に取り、一平に対して挑戦するも返り討ちに遭い、以降事ある毎に一平と忍術合戦を繰り広げる。一方で共闘を行う立場になる事もある。
伝宅 カシ夫（でんたく カシお）
声 - 緒方賢一
トキオ村の隣の「テクノ村」にある「メカ小学校」の生徒で、メカ小トリオの1人。アゲハに片思いしており、一平達に様々な悪さをする。
間淵 猛太（まぶち もうた）
声 - 広瀬正志
同じくメカ小トリオの1人で、カシ夫の子分。トリオの中では一番の小柄で、牛乳瓶底の眼鏡を掛けている。
松下 電樹（まつした でんき）
声 - 寺田誠
同じくメカ小トリオの1人。トリオ一の巨体だがカシ夫の子分。なお場所がトキオ村でなかったアニメ第6・11話にはトリオは登場せず。
レンジャー小のリーダー
声 - 飯塚昭三
原作1巻の第5話から登場。トキオ村の隣村である「ノーキョー村」にある「レンジャー小学校」の生徒。事ある毎に忍者小と張り合いたがるチームのリーダー。黒タイツに黒覆面かつ帽子、そして動きを邪魔しない小ぶりのツールバッグを持つという、いわゆるレンジャー部隊のような姿をしており、同じ姿の部下を数名、率いている。ペンシルライトや電動ノコ、ランドコプター（背負い式の個人用ヘリコプター）などの機械的なツールを好んで使用し、「科学忍者」を自称する。忍者小の伝統的な忍法を時代遅れとして嫌っている。だが、いつも「場の機転」という部分や「自然を味方にする」という側面を持っている一平たちに一歩以上に後れを取りしてやられる。いつも一平たちにしてやられている事から恨み骨髄になっていき、後期には一平を騙したり陥れたりと企みをめぐらすが、いつも自ら墓穴を掘って部下ともどもに酷い目に遭うようになる。アニメでは第7話に登場、アゲハのお誕生会に呼ばれなかったカシ夫がヤキイモで買収し、お誕生会を潰そうとした。最後は契約したヤキイモをカシ夫に要求、猛太や電樹を呆れさせた。
りんご / 春の使者（はるのししゃ）
原作3巻に登場。鉄仮面と鎧に身を包んだ謎の人物。校長いわく、毎年、春に現れては忍者小より誰か一人を連れていく、謎の人さらい。一平を襲ってブッピをさらい激突する。
だが「人さらい」うんぬんは毎度おなじみ校長先生のブラフで、実はトキオ村から離れた海の向こうの離島にして、忍者たちの極秘の道場である「しのび島」からやって来た、島（道場）を司る大忍者・「忍道人」の使い。毎年、春に現れては小学校の子どもたちを襲って忍術の腕を試し、見込みがあると認めた子を短期留学の特待生として、しのび島で特訓させるためにやって来ていた。
その正体は一平たちと年の変わらない、しのび島で生まれ育った道人の弟子の少女、りんご。幼い頃より道人から過酷な訓練を受け続けているため、忍術の腕に関しては一平たちよりも数歩抜きんでている。一平との戦いにより彼から相打ちに持ち込まれてしまった事から、留学生として一平を選び、彼を島へと案内する。
上下 逆五郎（うえした さかごろう）
声 - 納谷六朗
アニメ第8話に登場したオリジナルキャラクター。足からの光線であらゆる物を逆さまにする忍法「さかさまの術」を得意とするが、その忍法を悪事に使おうとする野心家の忍者。背中に備えた傘を武器とする。トキオ村に現れると手始めに「ウルトラの滝」を逆流させ、更に一平たち忍者小の生徒と戦うが、一平の反撃でダウン、悔しさのあまりメカ小トリオと結託して反撃するが、最後は一平の忍法「忍法ポパイフット」（脚の一部を大きくして行う蹴り技）でぽんぽこ寺の鐘に激突、ショックで忍法を失うとともに改心し、「傘屋を開業する」と言い残して村を去った。

### その他
一平の母ちゃん
声 - ？
その呼称の通り、一平および三平の柳生兄弟の母親。一平の不甲斐なさに対し、いつも激しく怒りまくる厳しい母親。なお作中に本名は出てこない。
ニワブタ
声 - ？
トキオ村に住む動物キャラで、背中にニワトリの羽が生えたブタ。朝になると屋根の上でマイクを片手に「ブタコッコー!」と時の声を上げる。
柳生 百平（やぎゅう ひゃっぺい）
原作5巻2話に登場。柳生兄弟の父親で、柳生家の家長。トキオ村で個人医院を開業している医者（人獣兼務の医師）であるが、村が忍者村である事や、その一種独特の治療法により、あまり流行ってはいない。
「ツバをつけてりゃ治る」を持論としており、やって来た患者の患部に対し軽症であればツバをつけて治してしまう。その事に関しては息子の一平ですらも苦情を呈するが「やたらに薬に頼る事が名医ではない」として意に介することはしない。その一方で怪我人・病人が出たとなれば、たとえ相手が獣だろうが虫だろうが全力をつくす、魂のある医者ではある。
忍道人（しのび どうじん）
原作3巻に登場。トキオ村から遠く離れた忍術道場の島・しのび島に住む、「忍者の神」と謳われる大仙人。何百年の時を生き、あらゆる忍術を駆使し、その姿は変幻自在。
しのび島にやって来た一平に対して、彼から「目ン玉特捜隊」を取り上げた気配を感じ取る力を養う「暗闇の試練」と、島のヌシである炎龍との戦いを通して「自然のエネルギーを感じ取り味方とする試練」を与えた。道人の元で双方の試練を超えた一平は自然の力を身に集めて放つ柳生流忍法奥義のひとつ「八方陣（はっぽうじん）」を強化した「八方陣MAX（はっぽうじんマックス）」を体得するに至る。
風雪老人
原作5巻5話に登場。トキオ村の外れの山奥に住む、雪の術を極めた忍者。雪の術を編み出す宿題に悩んだ一平がヒントを求めて訪れた。しかし、同時に霧隠も同じ目的で訪れており、互いに技を競う羽目に陥る。
自らの術を更に極めるために、忍びの術で雪原を再現した箱庭に住み、自然の精霊である雪ン子と共に住む。人のしがらみに疲れており、人間嫌いでもある。それでも一平と霧隠に思うものでもあったのか、自らの見出した「雪の術の極意であり基本」を2人に教え、術を教わるのではなく、それぞれの技を生み出すようにと叱咤する。そして霧隠は吹雪とカマイタチを併せた技「キラー・ブリザード」を、一平は吹雪を枝に貼り付け凝縮し振りかざす事で人すら瞬時に凍らせるほどの冷気を放出する技「樹氷剣」をそれぞれ編み出した。

## テレビアニメ
東京ムービー新社の制作によるテレビアニメが、日本テレビ系列で1982年10月4日より毎週月曜日19時00分～19時30分の枠にて放送された。この時期は、前年の1981年にテレビ朝日で『忍者ハットリくん』の放送が始まりこれがヒットし、「忍者アニメブーム」が巻き起こり始めていたが、放送開始後2か月間の平均視聴率は平均5％台（ビデオリサーチ・関東地方）と低迷し、わずか1クール・全13話で終了した。
なおこの枠は短くても半年は続く番組が多く、3ヶ月で終了した番組は、1971年10月から同年12月まで放送された子供向けコンテスト番組『ちびっこ何でもやりまショー』（司会：三波伸介）以来11年振り。アニメでは2024年4月現在、本作が唯一である。
本編を収録したDVDやブルーレイディスクは、2024年4月時点で、いまだ発売されていない。

### テレビ特番・再放送
アニメ開始前に、期首特番として『決定版!スターが挑戦!!びっくり日本新記録』がよみうりテレビで制作された。同番組の「人力いかだコンテスト」で、『一平』と同時期に開始した『ときめきトゥナイト』と『一ッ星家のウルトラ婆さん』（よみうりテレビ制作）の宣伝を兼ねたいかだ「一ッ星! ときめき忍者号」が出場した。乗り手は漫才コンビの「ペコちゃん」。だが当時はプロ野球（セントラル・リーグ）で巨人と中日がデッドヒートを繰り広げており、放送予定日の10月3日はプロ野球中継「巨人×横浜大洋」（後楽園球場）に差し替えられた。結局放送されたのは翌1983年1月2日の正月特番ですでに『一平』は放送を打ち切られた後で、『ウルトラ婆さん』もあと2回で打ち切られることが決まっていたため、番組宣伝としては全く意味がなかった。
関東地区では、放送終了直後の1983年1月7日より『六神合体ゴッドマーズ』の次番組として、毎週金曜日の17:30～18:00枠で再放送された。さらに放送直後には、『一平』の次番組である『キャプテン』の次回予告が放送された。なおこの後は、月 - 木の再放送（当時は『新・エースをねらえ!』）枠を月-金に拡大したため1979年10月5日開始の海外作品『がんばれ!ベアーズ』以来、放送枠を変更（金曜18:00→金曜17:30）しながら継続していた金曜箱体制は、1983年7月1日開始の『ピュア島の仲間たち』まで3ヶ月間中断する。
2016年には、MXTV（東京メトロポリタンテレビジョン）で放送された。この時の製作クレジットは、オープニングは「製作著作 トムス・エンタテインメント」と「アニメーション制作 東京ムービー」、エンディングは「製作著作 トムス・エンタテインメント」にそれぞれ差し替えた。また本編でのお色気シーンや、「和尚のセクハラ行為」の一部は、モザイクでぼかした。

### スタッフ
- 原作 - 河合一慶
- 企画 - 吉川斌（日本テレビ）
- 音楽 - 三枝成章
- 作画監督、キャラクター設計 - 高畑順三郎
- 美術監督 - 龍池昇
- 美術設定 - 曽我元
- 撮影監督 - 長谷川肇、小林健一
- 録音監督 - 小山悟
- 音楽監督 - 鈴木清司
- 文芸 - 飯岡順一
- 制作担当 - 早乙女弘
- チーフディレクター - 高屋敷英夫
- プロデューサー - 武井英彦（日本テレビ）、向坪利次
- 色指定 - 山本雅代
- 選曲 - 合田豊
- 録音技術 - 前田仁信
- 音響効果 - 倉橋静男
- 編集 - 掛須秀一
- 現像所 - 東映化学
- アニメーション制作 - 東京ムービー
- 製作 - 東京ムービー新社

### 主題歌
オープニングテーマ - 「あつまれ！ゆかいな忍者たち」　
エンディングテーマ - 「はいや～！一平　Go＆Go」
作詞 - 篠塚満由美（OP・ED）、東京ムービー新社企画部（OP） / 作曲 - 和泉常寛 / 編曲 - 三枝成章 / 歌 - 松岡洋子
レーベル - ビクター音楽産業

### 各話リスト
- サブタイトル読み上げは一平役の井上瑶が担当。
- ラストにはミニコーナー「一平の忍法講座」があり、一平が「忍者たるもの○○」と言った後に忍法を解説するが、ラストは三平などに突っ込まれるオチになる。

| 話数 | 放送日         | サブタイトル                | 脚本                | 絵コンテ     | 演出           | 次回予告担当 |
| ---- | -------------- | --------------------------- | ------------------- | ------------ | -------------- | ------------ |
| 1    | 1982年 10月4日 | 目ン玉忍者 参上!            | 高屋敷英夫          | MOSA         | 橋本三郎       | あけび       |
| 2    | 10月11日       | 美人になりたいあけびちゃん  | 金春智子            | 小和田良博   | はしもとなおと | 亀の丞       |
| 3    | 10月18日       | ちょっと古いぜ 亀の丞       | 吉田喜昭            | 康村正一     | 康村正一       | カシ夫       |
| 4    | 10月25日       | アルバイトや～い            | 浦沢義雄            | 三家本泰美   | 五月女有作     | 三平         |
| 5    | 11月1日        | 恐怖のジャンケンぶるどっぐ  | 金子裕              | やすみ哲夫   | 橋本三郎       | 一平         |
| 6    | 11月8日        | やったぜ! 忍法スカイホーク  | 金春智子            | 井内秀治     | 橋本三郎       | アゲハ       |
| 7    | 11月15日       | アゲハちゃんのバースデイ    | 浦沢義雄            | やすみ哲夫   | 橋本三郎       | 和尚         |
| 8    | 11月22日       | さかさま忍者がやってきた    | 吉田喜昭            | 小和田良博   | はしもとなおと | 三平         |
| 9    | 11月29日       | 謎のおネショ菌              | 金子裕              | 児玉兼嗣     | 五月女有作     | アゲハ       |
| 10   | 12月6日        | アゲハちゃん 危機一髪       | 桜井正明 高屋敷英夫 | 三家本泰美   | 橋本三郎       | 徳川先生     |
| 11   | 12月13日       | 雪山特訓は楽しいぜ          | 吉田喜昭            | F.H.キノミヤ | 望月智充       | 一平         |
| 12   | 12月20日       | サンタクロースをやっつけろ! | 金春智子            | やすみ哲夫   | 橋本三郎       | アゲハ       |
| 13   | 12月27日       | オバケ・オバケで年越しだ    | 浦沢義雄            | 小和田良博   | はしもとなおと | （なし）     |

### 放送局
出典は個別に提示されているものを除き1982年10月中旬 - 同年11月上旬時点。
- 日本テレビ（制作局）：月曜 19:00 - 19:30
- 札幌テレビ：月曜 19:00 - 19:30
- ミヤギテレビ：月曜 19:00 - 19:30
- 福島中央テレビ：月曜 19:00 - 19:30
- テレビ新潟：月曜 19:00 - 19:30
- 北日本放送：水曜 17:00 - 17:30（1984年2月8日から2月29日まで）→水曜 17:00 - 18:00（2話連続放送、1984年3月7日から3月28日まで）[4]
- テレビ信州：月曜 19:00 - 19:30（放送当時日本テレビ系列・テレビ朝日系列のクロスネット）
- 静岡第一テレビ：月曜 19:00 - 19:30
- 中京テレビ：月曜 19:00 - 19:30
- よみうりテレビ：月曜 19:00 - 19:30
- 広島テレビ：月曜 19:00 - 19:30
- 西日本放送：月曜 19:00 - 19:30
- 福岡放送：月曜 19:00 - 19:30
- テレビ長崎：月曜 19:00 - 19:30（放送当時日本テレビ系列・フジテレビ系列のクロスネット）
- くまもと県民テレビ：月曜 19:00 - 19:30
- 鹿児島テレビ：月曜 19:00 - 19:30（放送当時日本テレビ系列・フジテレビ系列のクロスネット）

| 日本テレビ系列 月曜19時台前半枠 | 日本テレビ系列 月曜19時台前半枠              | 日本テレビ系列 月曜19時台前半枠               |
| 前番組                          | 番組名                                       | 次番組                                        |
| ------------------------------- | -------------------------------------------- | --------------------------------------------- |
| ゲームセンターあらし            | 忍者マン一平（本放送） （1982年10月 - 12月） | キャプテン                                    |
| 日本テレビ 金曜17時台後半枠     |                                              |                                               |
| 六神合体ゴッドマーズ            | 忍者マン一平（再放送） （1983年1月 - 3月）   | 新・エースをねらえ! ※月 - 木から月 - 金へ拡大 |

## 漫画単行本
上述のように100てんランドコミックス（双葉社）より5巻にて刊行。なお本書は双葉社が日本図書コードを導入する以前の発刊であるため、書籍にISBNは付されていない。
『忍者マン一平』河合一慶
1. ドロロ～ン 一平忍法 の巻：1982年1月5日初版発行
2. 激忍法ばくはつ の巻：1982年6月14日初版発行
3. 超忍法八方陣MAX の巻：1982年9月19日初版発行
4. 新兵器ターボ手裏剣 の巻：1983年1月18日初版発行
5. 無敵！ パワースーツ の巻：1983年9月24日初版発行